# دكوكة (الرقة)
دكوكة قرية سورية تتبع ناحية السبخة في منطقة مركز الرقة في محافظة الرقة. بلغ عدد سكانها 839 نسمة في عام 2004 حسب إحصاء المكتب المركزي للإحصاء.